# NGC 6839
NGC 6839 је група звезда у сазвежђу Стрелица која се налази на NGC листи објеката дубоког неба.
Деклинација објекта је + 17° 56' 20" а ректасцензија 19h 54m 33,0s. Привидна величина (магнитуда) објекта NGC 6839 износи 8,4.